# Naturschutzgebiet Kormorankolonie bei Niederhof
Das Naturschutzgebiet Kormorankolonie bei Niederhof ist ein 25 Hektar umfassendes Naturschutzgebiet in Mecklenburg-Vorpommern etwa zwei Kilometer nordöstlich von Brandshagen.

## Geologie
Das Gelände liegt auf einer Höhe zwischen 0 und 5 Metern über Normalnull und fällt zum Strelasund hin in zum Teil mehreren Meter hohen Kliffs ab. Unterhalb dieser Formation befinden sich flache Uferabschnitte mit Röhricht. Das Gelände gehört zur Landschaftseinheit Lehmplatten nördlich der Peene. Dabei handelt es sich um einen Teil einer welligen Grundmoräne der letzten Weichsel-Kaltzeit. Im Gebiet liegt eine umfangreiche Brutkolonie des Kormorans mit mehreren Wasser führenden Senken und Söllen. Der Gebietszustand ist gut, da trotz massiver Eingriffe in den Brutbestand die Kormorankolonie erhalten blieb.

## Geschichte
Archäologische Ausgrabungen im Jahr 1973 förderten unter anderem Scherbenfunde zu Tage, die auf eine Besiedelung in der Jungsteinzeit hinwiesen. Im nordwestlichen Teil des Schutzgebietes wurde darüber hinaus die Existenz eines slawischen Burgwalls nachgewiesen. 1760 legte der Stralsunder Kammerrat Giese einen Gutspark an, der noch bis 1930 beliebtes Wochenendausflugsziel Stralsunder Familien war. Er war zu einem späteren Zeitpunkt der Landsitz derer von Bismarck-Bohlen. Sie errichteten im Westteil des Parks das so genannte „weiße Schloss“. Niederhof war bis 1945 ein Rittergut. Zwei Jahre später, 1947, brannte das Schloss ab. Im Nordteil, am Ufer des Strelasundes, befand sich zu DDR-Zeiten ein Ferienheim des Rat des Kreises. Im westlichen Teil des Gebietes liegt ein ehemaliger jüdischer Friedhof aus dem 18. Jahrhundert. Mit Wirkung zum 23. Dezember 1954 erfolgte die Unterschutzstellung.

## Pflanzenwelt

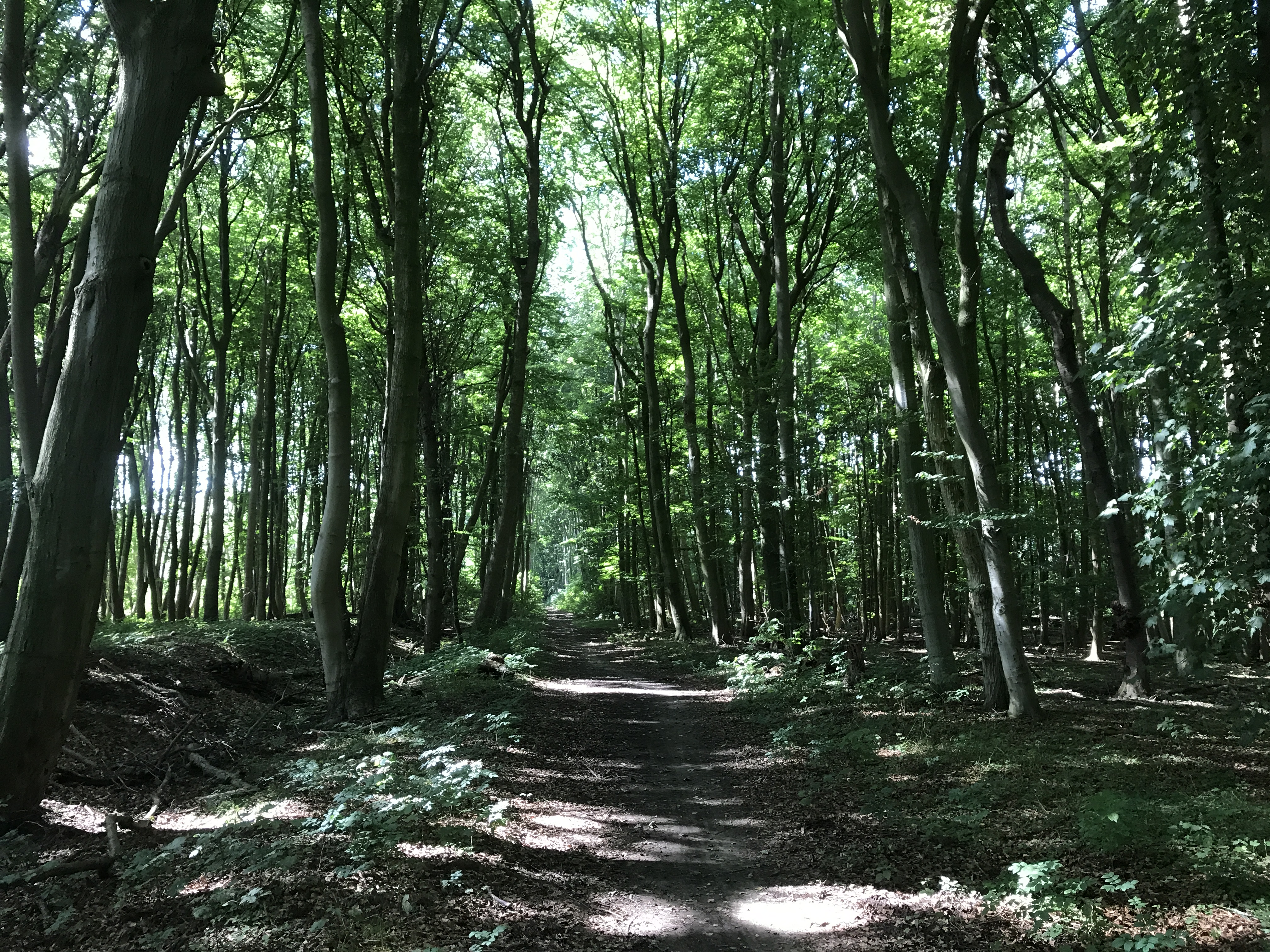
Allee

Im Gebiet stockt Eschen-Buchenwald. Schwarzerle wächst in den feuchten Niederungen. Der Burgwall ist mit Linden bestanden, ebenso eine Allee, die vom Park zum einstigen Schloss führte. Die als Horstbäume dienenden Eichen sind aufgrund der ätzenden Wirkung des Vogelkots größtenteils abgestorben. Nachfolgende Baumarten sind Esche, Kastanien und Bergahorn. Letzterer dominiert zusammen mit dem Spitzahorn den Bereich um den jüdischen Friedhof. Typische Vertreter der Krautschicht sind Wald-Bingelkraut, Wald-Flattergras, Hasel und Wald-Veilchen. Durch den Vogelkot wird der ansonsten vegetationslose Boden mit Nitrat angereichert, was stickstoffliebene Pflanzen nachweislich begünstigt. Im Frühjahr blüht auf den Offenflächen das Buschwindröschen; in den feuchten Senken wachsen bevorzugt Schwarz-Erlen.

## Tierwelt

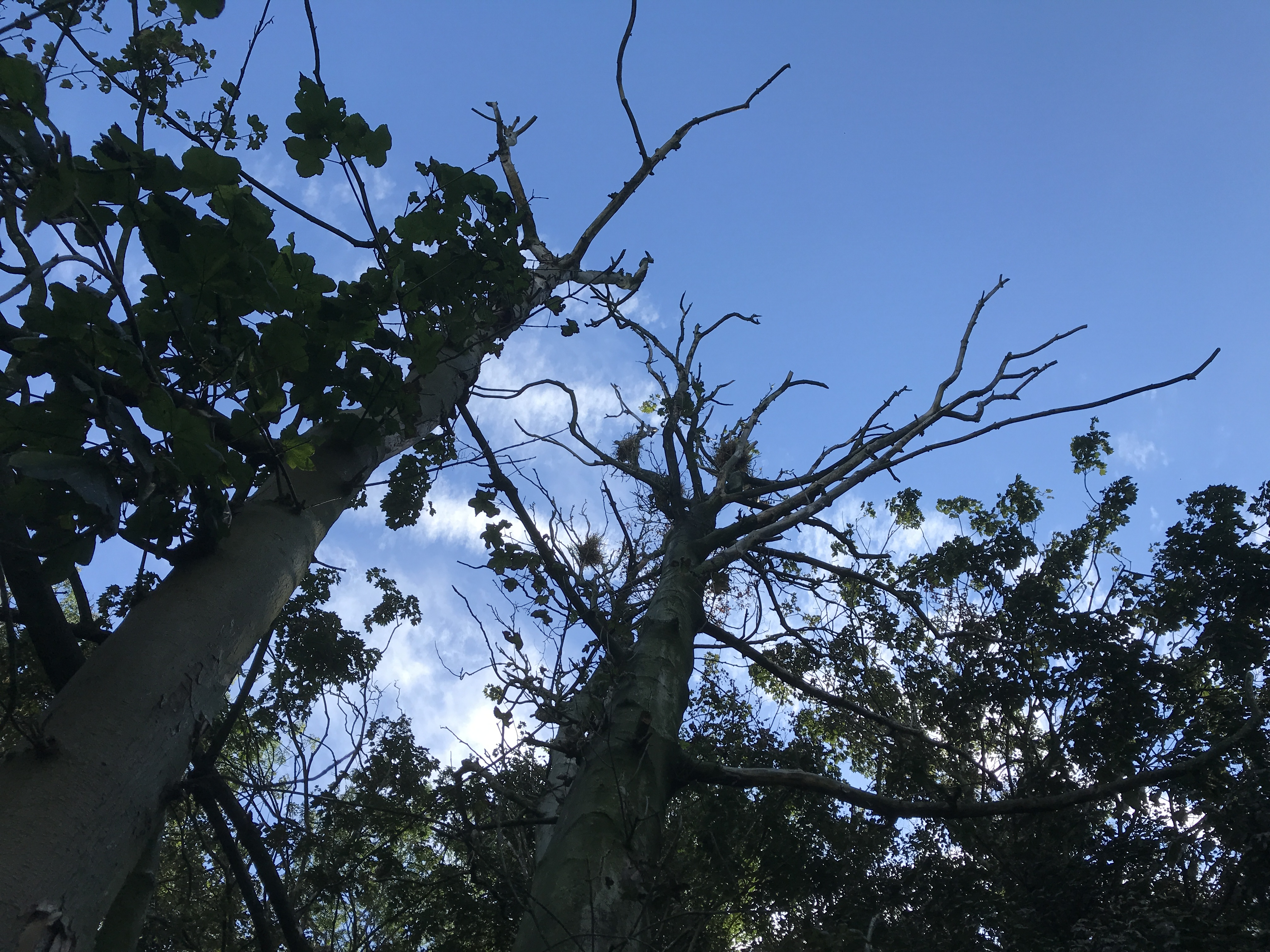
Horstbäume

Die ersten acht Brutpaare siedelten sich 1952 an, nach tiefgreifenden Nachstellungen und folgendem Niedergang am alten Brutplatz auf Rügen (Halbinsel Pulitz am Kleinen Jasmunder Bodden). Sie gesellten sich zu rund 50 Paaren Graureihern, die dort bereits siedelten. Ihr Bestand stieg auf bis zu 258 Brutpaare im Jahr 1991 an. Der Kormoranbestand ist in den letzten Jahrzehnten stark angestiegen. 1963 gab es bereits 1186 Brutpaare. Nachdem Forstwirte den Bestand an Altbäumen reduzierten und somit die Zahl der zur Verfügung stehenden Horstbäume zurückging, verringerte sich auch der Bestand an Komoranpaaren. Er ging auf 480 Brutpaare in den Jahren 1979 und 1980 zurück un stieg ab 1980 wieder an. 1990 führte ein Populationsdruck zu einer zweiten Ansiedelung in einer östlich gelegenen Niederung. Im Jahr 1998 wurden 1835 Brutpaare nachgewiesen, wobei der Bestand nach Zusammenbrechen der Brutbäume auf der Insel Tollow nochmals wuchs. Zu dieser Zeit wanderten rund 1000 Brutpaare nach Niederhof ab. Im gleichen Jahr wurden 194 Brutpaare des Graureihers gezählt. Daneben gibt es Waldschnepfe, Dohle, Zwergschnäpper, Schwarzspecht, Buchfink und Goldammer.

## Öffentliche Nutzung
Das Gebiet wird von einem Küstenwanderweg durchquert, der von Trent über Stahlbrode nach Brandshagen verläuft. Von Westen her führt eine Allee durch das Gebiet. Lediglich in diesem Bereich findet eine Verkehrssicherung statt. Eine forstwirtschaftliche Bewirtschaftung erfolgt nicht. Mehrere Hinweistafeln informieren die Besucher über die Besonderheit des Gebietes. So wird beispielsweise vor Totholz gewarnt.